# Gola Bazar
Gola Bazar è una suddivisione dell'India, classificata come nagar panchayat, di 10.613 abitanti, situata nel distretto di Gorakhpur, nello stato federato dell'Uttar Pradesh. In base al numero di abitanti la città rientra nella classe IV (da 10.000 a 19.999 persone).

## Geografia fisica
La città è situata a 26° 20' 35 N e 83° 21' 19 E e ha un'altitudine di 70 m s.l.m..

## Società

### Evoluzione demografica
Al censimento del 2001 la popolazione di Gola Bazar assommava a 10.613 persone, delle quali 5.545 maschi e 5.068 femmine. I bambini di età inferiore o uguale ai sei anni assommavano a 1.719, dei quali 883 maschi e 836 femmine. Infine, coloro che erano in grado di saper almeno leggere e scrivere erano 5.670, dei quali 3.362 maschi e 2.308 femmine.